# Sara Seager
Sara Seager (Toronto, 21 luglio 1971) è un'astronoma canadese naturalizzata statunitense.
È docente presso il Massachusetts Institute of Technology ed è nota per il suo lavoro sui pianeti extrasolari e le loro atmosfere. È autrice di due libri di testo al riguardo ed è stata riconosciuta per le sue ricerche da Popular Science, Discover Magazine, Nature, e TIME Magazine. Seager è stata inserita nella MacArthur Fellowship nel 2013 citando il suo lavoro teorico sulla rilevazione di tracce chimiche su atmosfere di esopianeti e lo sviluppo di osservatori spaziali a basso costo per osservare i transiti planetari.

## Biografia
Seager è nata a Toronto, in Canada, da una famiglia ebraica. Suo padre David Seager, che aveva perso i capelli a 19 anni, era un pioniere e uno dei leader mondiali nel trapianto di capelli e il fondatore del Seager Hair Transplant Centre di Toronto.
Si è laureata in matematica e fisica all'Università di Toronto nel 1994 e ha conseguito un dottorato di ricerca in astronomia presso la Harvard University nel 1999. La sua tesi di dottorato sviluppava modelli teorici di atmosfere su pianeti extrasolari e fu supervisionata da Dimitar Sasselov.
È stata assegnista di ricerca presso l'Institute for Advanced Study tra il 1999 e il 2002 e membro senior dello staff di ricerca presso la Carnegie Institution di Washington fino al 2006. È entrata a far parte del Massachusetts Institute of Technology nel gennaio 2007 come professoressa associata di fisica e scienze planetarie ed è stata nominata docente ordinaria nel luglio 2010.

## Ricerca accademica
La NASA l'ha definita un'astronomica Indiana Jones. Sara Seager ha usato il termine nano gassoso per un pianeta ad alta massa di tipo super Terra composto principalmente da idrogeno ed elio in un'animazione di un modello dell'esopianeta Gliese 581 c. Il termine nano gassoso è stato anche usato per riferirsi a pianeti più piccoli dei giganti gassosi, con atmosfere di idrogeno ed elio molto dense.

## Equazione di Seager
Seager ha sviluppato una versione parallela dell'equazione di Drake per stimare il numero di pianeti abitabili nella galassia. Invece che sulle forme di vita aliene con tecnologia radio, Seager ha rivisto l'equazione di Drake per concentrarsi semplicemente sulla presenza di qualsiasi vita aliena rilevabile dalla Terra. L'equazione si concentra sulla ricerca di pianeti con gas di traccia biologica, gas prodotti dalla vita che possono accumularsi nell'atmosfera di un pianeta a livelli che possono essere rilevati con telescopi spaziali remoti.
{\displaystyle N=N^{*}F_{Q}F_{HZ}F_{o}F_{L}F_{S}}
dove:
- {\displaystyle N} indica il numero di pianeti con segni di vita rilevabili
- {\displaystyle N^{*}} il numero di stelle osservate
- {\displaystyle F_{Q}} la frazione di stelle placide
- {\displaystyle F_{HZ}} la frazione di stelle con pianeti rocciosi nella zona abitabile
- {\displaystyle F_{o}} la frazione di quei pianeti che possono essere osservati
- {\displaystyle F_{L}} l'ulteriore frazione che ospita la vita
- {\displaystyle F_{S}} la frazione dei pianeti che ospitano la vita nella quale questa produce una firma gassosa rilevabile

## Premi e riconoscimenti
- Nel 2004 le hanno attribuito il Premio Harvard Book per l'astronomia.[21]
- Nel 2007 è stata insignita del Premio Helen B. Warner dell'American Astronomical Society, per lo sviluppo di tecniche fondamentali per la comprensione, l'analisi e la scoperta delle atmosfere dei pianeti extrasolari.[22]
- Nel 2012 è stata insignita del Premio Sackler per i suoi contributi alle analisi delle atmosfere e composizioni interne di pianeti extra-solari.[23]
- Nel 2012 è stata nominata membro dell'American Association for the Advancement of Science
- Nel 2013 è stata eletta alla Royal Astronomical Society of Canada come membro onorario.
- Nel settembre 2013 è diventata membro della MacArthur Fellowship.[24]
- Nel 2018 è stata eletta alla American Philosophical Society.[25]
- Nel 2020 ha vinto il Premio Los Angeles Times Book Science and Technology nella sezione scienza e tecnologia per il suo libro The Smallest Lights in the Universe.[26]

## Pubblicazioni

### Libri
- Deming, D., & Seager, S. eds. 2003, Frontiere scientifiche nella ricerca sui pianeti extrasolari, ASP Conf. Ser. 294 (San Francisco: ASP)
- Sara Seager, Exoplanet Atmospheres: Physical Processes, Princeton University Press, 2010, ISBN 9781400835300.   Sara Seager, Exoplanet Atmospheres: Physical Processes, Princeton University Press, 2010, ISBN 9781400835300.   Sara Seager, Exoplanet Atmospheres: Physical Processes, Princeton University Press, 2010, ISBN 9781400835300.
- Sara Seager, Exoplanets, University of Arizona Press, 2010, ISBN 978-0-8165-2945-2.
- Sara Seager, Piccole luci nell'universo. Storie e imprese di una cacciatrice di nuovi mondi, Longanesi, 2021, ISBN 9788830451766.

### Articoli scientifici
- Robert A. Benjamin, E. Churchwell e Brian L. Babler, GLIMPSE. I. AnSIRTFLegacy Project to Map the Inner Galaxy, in Publications of the Astronomical Society of the Pacific, vol. 115, n. 810, 2003,  pp. 953-964, Bibcode:2003PASP..115..953B, DOI:10.1086/376696, ISSN 0004-6280 (WC · ACNP), arXiv:astro-ph/0306274.
- WJ Borucki, Kepler Planet-Detection Mission: Introduction and First Results (PDF), in Science, vol. 327, n. 5968, 2010,  pp. 977-980, Bibcode:2010Sci...327..977B, DOI:10.1126/science.1185402, ISSN 0036-8075 (WC · ACNP), PMID 20056856.
- Drake Deming, Sara Seager e L. Jeremy Richardson, Infrared radiation from an extrasolar planet, in Nature, vol. 434, n. 7034, 2005,  pp. 740-743, Bibcode:2005Natur.434..740D, DOI:10.1038/nature03507, ISSN 0028-0836 (WC · ACNP), PMID 15785769, arXiv:astro-ph/0503554.
- William J. Borucki, David G. Koch e Gibor Basri, Characteristics of Planetary Candidates Observed by Kepler, II: Analysis of the First Four Months of Data, in The Astrophysical Journal, vol. 736, n. 1, 2011,  p. 19, Bibcode:2011ApJ...736...19B, DOI:10.1088/0004-637X/736/1/19, ISSN 0004-637X (WC · ACNP), arXiv:1102.0541.
- S. Seager e G. Mallen‐Ornelas, A Unique Solution of Planet and Star Parameters from an Extrasolar Planet Transit Light Curve, in The Astrophysical Journal, vol. 585, n. 2, 2003,  pp. 1038-1055, Bibcode:2003ApJ...585.1038S, DOI:10.1086/346105, ISSN 0004-637X (WC · ACNP), arXiv:astro-ph/0206228.
- S. Seager e D. D. Sasselov, Theoretical Transmission Spectra during Extrasolar Giant Planet Transits, in The Astrophysical Journal, vol. 537, n. 2, 2000,  pp. 916-921, Bibcode:2000ApJ...537..916S, DOI:10.1086/309088, ISSN 0004-637X (WC · ACNP), arXiv:astro-ph/9912241.